# ZLM Tour
Die ZLM Tour war ein niederländisches Eintagesrennen im Straßenradsport.
Die ZLM Tour wurde im Jahr 1996 zum ersten Mal ausgetragen. Bei dem Rennen dürfen ausschließlich Fahrer der U23-Klasse starten. Von 2005 bis 2007 war es Teil der UCI Europe Tour und in die UCI-Kategorie 1.2 eingestuft. Seit 2008 war es Teil des Rad-Nationencups der Männer U23 und hatte damit die Kategorie 1.Ncup. Das Rennen fand jährlich im April in der Umgebung von Goes statt. Organisator war Wielerstichting „Arjaan de Schipper Trofee“. Die ZLM Tour wurde letztmals in der Saison 2018 ausgetragen.

## Palmarès
| Jahr | Sieger                | Zweiter               | Dritter            |
| ---- | --------------------- | --------------------- | ------------------ |
| 1996 | Pascal Appeldoorn     | Jeroen Lenting        | Ton Slippens       |
| 1997 | Ronald van der Tang   | Michel Zanoli         | Tommy Post         |
| 1998 | Gerben Löwik          | Coen Boerman          | Karsten Kroon      |
| 1999 | Mark ter Schure       | Daniël Van Elven      | Johan Nyman        |
| 2000 | Wesley Van Speybroeck | John den Braber       | Roger Hammond      |
| 2001 | Peep Mikli            | Edwin Dunning         | Martijn Lust       |
| 2002 | Fabian Cancellara     | Geert Omloop          | Hans Dekkers       |
| 2003 | Angelo van Melis      | Edwin Dunning         | Jeroen Lenting     |
| 2004 | Kenny van Hummel      | Marvin van der Pluijm | Tom Veelers        |
| 2005 | Jos Pronk             | Thomas Berkhout       | Rick Flens         |
| 2006 | Klaas Van Hage        | Joost van Leijen      | Stefan Huizinga    |
| 2007 | Ismaël Kip            | Arno van der Zwet     | Mike Alloo         |
| 2008 | Jacopo Guarnieri      | John Degenkolb        | Pierpaolo De Negri |
| 2009 | Luke Rowe             | Vojtěch Hačecký       | John Degenkolb     |
| 2010 | Arman Kamyschew       | Pim Ligthart          | Blaž Jarc          |
| 2011 | Luke Rowe             | Robin Stenuit         | Youcef Reguigui    |
| 2012 | Maxime Daniel         | Eduardo Sepúlveda     | Kenneth Vanbilsen  |
| 2013 | Yoeri Havik           | Mark Džamastagič      | Kirill Yatsevich   |
| 2014 | Thomas Boudat         | Mads Würtz Schmidt    | Marc Sarreau       |
| 2015 | Søren Kragh Andersen  | Mads Pedersen         | Michael Carbel     |
| 2016 | Amund Grøndahl Jansen | Markus Hoelgaard      | Tobias Foss        |
| 2017 | Chris Lawless         | Jasper Philipsen      | Jérémy Lecroq      |
| 2018 | Matteo Moschetti      | Sasha Weemaes         | Max Kanter         |